# Illa de Bailey

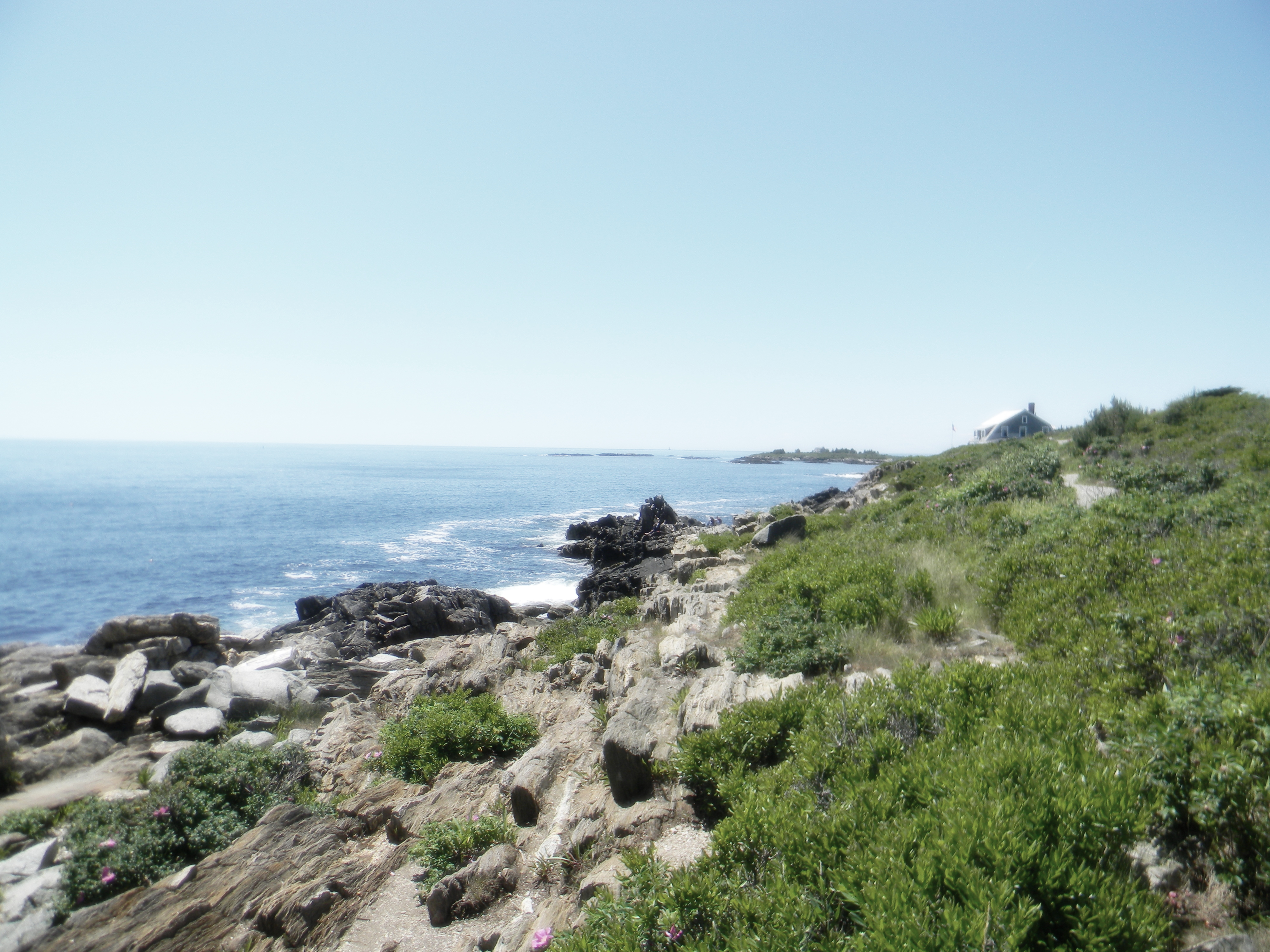
Vista de la costa

L'illa de Bailey és una illa poblada, a la badia de Casco, en el municipi de Harpswell, estat de Maine, Estats Units. L'any 2000, tenia una població permanent de 400 persones. Com la major part del litoral de Maine, l'illa de Bailey es caracteritza per una costa rocallosa i accidentada, i l'illa és poblada principalment per pins. Això, les seves cases pintoresques i la seva petita flota pesquera fan que l'illa sigui un dels llocs més fotografiats de l'estat de Maine.

## Història

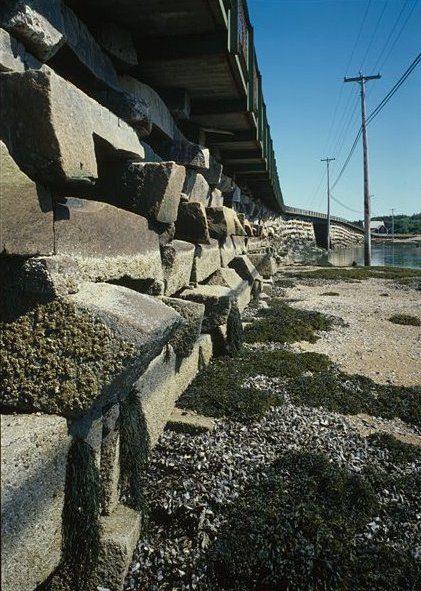
Detall del Cribstone Bridge

Originalment anomenat Newaggin pels abnakis nadius, va ser poblat per europeus al segle xvii. Les persones que s'hi van establir vivien principalment de la pesca, i la pesca del llamàntol encara constitueix una part important de l'economia local. Al segle xix, però, van començar a venir estiuejants a l'illa, entre els quals el psiquiatre Carl Jung. Avui s'hi troba un gran nombre de segones residències.

## Geografia

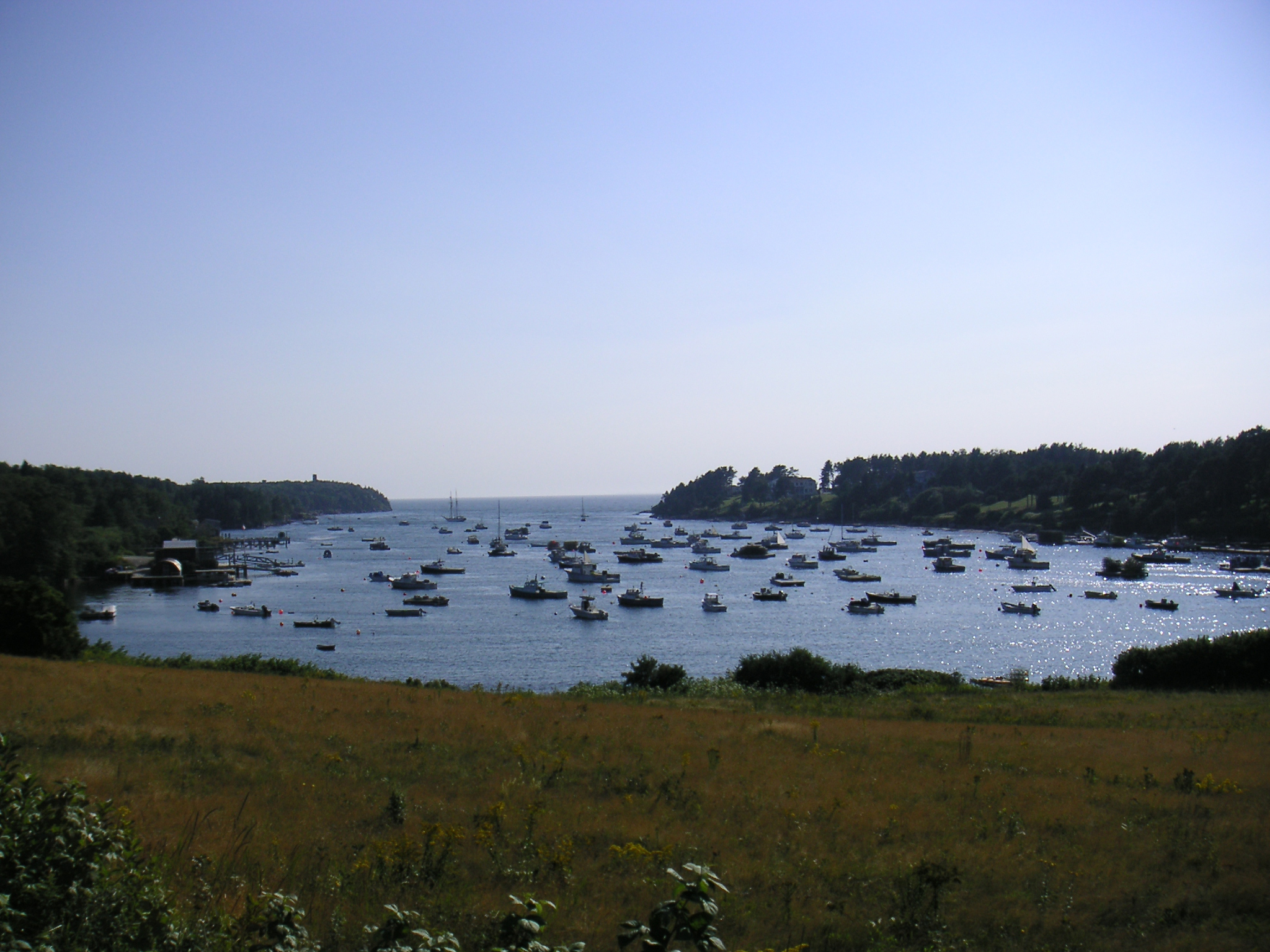
Barques pesqueres a Mackerel Cove, el port principal de l'illa

L'illa de Bailey gaudeix d'una petita botiga de queviures, tres restaurants i una oficina de correus, però generalment, per a aprovisionar-se els illencs han d'anar a Brunswick, a uns 17 quilòmetres. L'any 1928, es va acabar el pont que comunica illa de Bailey amb l'illa veïna d'Orr, el qual està connectat amb el continent. Tot i així, a l'estiu encara funciona un servei diari de vaixells entre illa de Bailey i Portland (la principal ciutat de Maine).
Gran part de la població viu de la pesca, sobretot del llamàntol. El turisme també és un puntal de l'economia de l'illa, que compta amb uns quants hotels i cases de lloguer, a més d'una botiga de records.
Alguns dels seus monuments són els Giant Steps, unes "escales gegants" naturals, la platja de Robin Hood o el port natural de Mackerel Cove, on s'amarra la flota pesquera. També conegut és el pont que connecta l'illa amb el món experior. Aquest pont, anomenat el Cribstone Bridge, és una construcció única al món, formada per blocs de granit col·locades de tal manera que la marea hi pot passar entremig. D'aquesta forma, s'evita la generació de forts corrents que podrien posar en perill les barques amarrades al voltant.